# Mike & Molly
Mike & Molly é uma sitcom americana criada por Chuck Lorre e Mark Roberts e estrelada por Billy Gardell e Melissa McCarthy que está no ar desde 20 de setembro de 2010 e estreou na Warner Channel em setembro de 2010 nas segundas-feiras às 20h.
A série estreou na televisão aberta brasileira pelo canal SBT no dia 30 de setembro de 2013 com exibição diária de madrugada após The Big Bang Theory.
Em 12 de janeiro de 2016, a CBS anunciou que a sexta temporada seria a última.

## Sinopse
A série é protagonizada pelo casal: Mike Biggs (Billy Gardell), um policial de Chicago e Molly Flynn (Melissa McCarthy), uma professora da 4ª série, os dois se conhecem em uma reunião de Comedores Compulsivos, porém tem de lidar com os comentários ácidos de familiares e amigos.

## Elenco
- Billy Gardell ..... Michael "Mike" Biggs - Oficial de polícia e noivo de Molly Flynn, que tem de conviver com seu colega e amigo Carl durante sua jornada de trabalho, mora sozinho em um apartamento pequeno, mas na 2ª temporada muda-se para a casa de Molly, e frequentemente é retratado como alguém preguiçoso e no final da mesma temporada se casa com a amada.
- Melissa McCarthy ..... Molly Flynn-Biggs - Professora da 4ª série, vive com sua mãe Joyce e a irmã Victoria, sendo a mais responsável da família, Molly luta contra a balança, apesar de ter esse objetivo frequentemente frustrado. Se casa com Mike no final da 2ª temporada. No início da 4ª temporada ela abandona o ensino para se tornar uma escritora.
- Reno Wilson ..... Carlton "Carl" McMillan - Colega de Mike, vive com sua avó, é um solteirão sempre a procura de algum relacionamento. Carl também ajuda Mike com o relacionamento com Molly, porém seus conselhos não costumam ajudar muito. Na 3ª temporada é expulso da casa da avó e aluga um apartamento que divide com Samuel. No final da 4ª temporada inicia um romance com Victoria
- Katy Mixon ..... Victoria Flynn - Irmã de Molly, trabalha maquiando defuntos para uma funerária, é muito festiva, e usuária de drogas. No final da 4ª temporada inicia um romance com Carl.
- Swoosie Kurtz ..... Joyce Flynn-Moranto - Mãe de Molly, é viúva e tenta sempre manter-se jovem, namora com Vince, relacionamento que não é aprovado por Molly. Na 3ª temporada depois de tanto tempo de noivado ela finalmente se casa com Vince.
- Nyambi Nyambi ..... Samuel - Nascido no Senegal, é garçom da lanchonete frequentada por Mike e Carl, é também amigo dos dois. E costuma também opinar nos problemas no relacionamento de Mike e Molly.
- Louis Mustillo ..... Vincent "Vince" Moranto - Namorado, e posteriormente noivo de Joyce, é um homem de meia idade,viúvo, e muitas vezes debocha dos outros personagens.
- Rondi Reed ..... Margaret "Peggy" Biggs - Mãe de Mike, é uma mulher viúva que vive com seu cão, é muito ranzinza e parece não gostar de Molly. Na 3ª temporada namorou o chefe de Mike, Capitão Patrick e isso muitas vezes afetou o trabalho de Mike. No final da 4ª temporada, após alguns problemas de memória vai morar na casa da família de Molly.
- Cleo King ..... Rosetta McMillan "Nana" - Avó de Carl, porém é chamada de "Nana"(Vovó) por outros personagens, é uma mulher muito religiosa, e não aprova algumas atitudes do neto, é também muito carinhosa com Mike.
- David Anthony Higgins ..... Harry - um amigo de Mike e Molly, que frequenta os Comedores Compulsivos Anônimos. Ele tem sentimentos por Victoria e saiu com ela algumas vezes ao longo do tempo, mas na 3ª temporada quando ela finalmente o beija e ele não sente nada, assume que é gay.

## Dublagem (versão brasileira)
| Personagem | Dublador(a) |
| ---------- | --- |
| Mike       | Mauro Ramos |
| Molly      | Márcia Morelli |
| Carl       | Mário Tupinambá (1ª voz: temporadas 1–3) / Reginaldo Primo (2ª voz: temporada 3) / Manolo Rey (3ª voz: temporadas 4–6) |
| Victoria   | Iara Riça (1ª voz: temporadas 1–3) / Ana Lúcia Menezes (2ª voz: temporadas 4–6)                                        |
| Samuel     | Duda Espinoza |
| Vince      | Sérgio Muniz |
| Joyce      | Cláudia Martins (1ª voz: temporadas 1–5) / Ângela Bonatti (2ª voz: temporada 6)                                        |
| Peggy      | Marly Ribeiro |
| Harry      | Júlio Chaves |
| Vovó       | Vânia Alexandre |

| Estúdio de dublagem | Cinevideo                     |
| Direção de dublagem | Priscila Amorim/Miriam Ficher |
| Tradução            | Sérgio Muniz                  |

[carece de fontes?]

## Episódios
| Temporada | Temporada | Episódios | Exibição Original      | Exibição Original  |
| Temporada | Temporada | Episódios | Estréia de Temporada   | Final de Temporada |
| --------- | --------- | --------- | ---------------------- | ------------------ |
|           | 1         | 24        | 20 de Setembro de 2010 | 16 de Maio de 2011 |
|           | 2         | 23        | 26 de Setembro de 2011 | 14 de Maio de 2012 |
|           | 3         | 23        | 24 de Setembro de 2012 | 30 de Maio de 2013 |
|           | 4         | 22        | 4 de Novembro de 2013  | 19 de Maio de 2014 |
|           | 5         | 22        | 8 de Dezembro de 2014  | 18 de Maio de 2015 |
|           | 6         | 13        | 6 de Janeiro de 2016   | 16 de Maio de 2016 |

## Recepção
A série recebeu críticas misturadas. Ela conseguiu uma pontuação geral favorável de 63 de 100 no site agregador Metacritic. Critic Randee Dawn deu ao show uma crítica negativa, indicando o elenco é agradável, mas as piadas são velhas e sem graça.

### Audiência
| Temporada | Início                 | Fim                | Posição | Telespectadores (em milhões) |
| --------- | ---------------------- | ------------------ | ------- | ---------------------------- |
| 1         | 20 de Setembro de 2010 | 16 de Maio de 2011 | #35     | 11,14                        |
| 2         | 26 de Setembro de 2011 | 14 de Maio de 2012 | #31     | 11,51                        |
| 3         | 24 de Setembro de 2012 | 30 de Maio de 2013 | #37     | 10,22                        |
| 4         | 4 de Novembro de 2013  | 19 de Maio de 2014 | #33     | 9,58                         |
| 5         | 8 de Dezembro de 2014  | 18 de Maio de 2015 | #44     | 9,91                         |
| 6         | 6 de Janeiro de 2016   | 16 de Maio de 2016 | #51     | 8,46                         |

### Prêmios e indicações
| Ano  | Prêmio                   | Categoria                                    | Indicados                      | Resultado |
| ---- | ------------------------ | -------------------------------------------- | ------------------------------ | --------- |
| 2011 | People's Choice Awards   | Nova Série de Comédia Favorita               | Nova Série de Comédia Favorita | Indicado  |
| 2011 | Emmy Awards              | Melhor Atriz em uma Série de Comédia         | Melissa McCarthy               | Venceu    |
| 2011 | Satellite Awards         | Melhor Atriz em uma Série Musical ou Comédia | Melissa McCarthy               | Indicado  |
| 2012 | Emmy Awards              | Melhor Atriz em uma Série de Comédia         | Melissa McCarthy               | Indicado  |
| 2012 | PAAFTJ Television Awards | Melhor Atriz em uma Série de Comédia         | Melissa McCarthy               | Indicado  |
| 2014 | People's Choice Awards   | Atriz Favorita em Série de Comédia           | Melissa McCarthy               | Indicado  |
| 2014 | Emmy Awards              | Melhor Atriz em uma Série de Comédia         | Melissa McCarthy               | Indicado  |
| 2015 | People's Choice Awards   | Atriz Favorita em Série de Comédia           | Melissa McCarthy               | Indicado  |
| 2016 | People's Choice Awards   | Série de Comédia Favorita                    | Série de Comédia Favorita      | Indicado  |
| 2016 | People's Choice Awards   | Atriz Favorita em Série de Comédia           | Melissa McCarthy               | Venceu    |